# 世界で一番パパが好き!
『世界で一番パパが好き!』（せかいでいちばんパパがすき!、原題：Jersey Girl）は、2004年のアメリカ映画。ベン・アフレックとリヴ・タイラーが共演したのは『アルマゲドン』以来である。

## ストーリー
典型的なニューヨーカーに恋人が出来、結婚して1年後に子供を授かり幸せになるハズが出産と同時にママが息をひきとりドラマは一転するという話である。馴れない子育てに混乱、致命的にもクライアントのウィル・スミス（実名）の些細なイベントで遅刻をしたウィルの悪口を記者に発言、職を失い7年間、故郷のニュージャージーで父親と友人の仕事を手伝う苦しい生活、されど成長した娘も、父親も、仲間も、そんな彼と今の生活に誇りと信頼を感じている。一人悶々とする主人公は昔の生活が諦められず出世を果たしたかつての部下に就職斡旋を依頼、了承面接日の連絡入るがなんとその日は娘が愉しみにしていた学芸発表会の1時間前、周囲の反対を押し切り、泣いて懇願、諦め顔の娘に後ろ髪をひかれながらも面接会社へ行く。そこで無駄に待たされる間に隣り合わせに座った人物が偶然にも昔馬鹿にしたウィル、彼と子育ての話をしている間に心変わりした主人公は慌てて学校に向かう。他の生徒と親の出し物はハンを押したように、人気の「キャッツ」からのワンシーン、娘と祖父と友人たちの出し物はパパとブロードウェイで観てきた『スウィーニートッド』からの「首切りシーン」、本来は父親の役こそが重要なのだが、代役覚悟の娘と祖父と友人たちだった。園長先生は気絶してしまう。

## キャスト
| 役名                             | 俳優                             | 日本語吹替 |
| -------------------------------- | -------------------------------- | ---------- |
| オリー・トリンキ                 | ベン・アフレック                 | 宮本充     |
| マヤ・ハーディング               | リヴ・タイラー                   | 岡本麻弥   |
| ガーティー・トリンキ             | ラクエル・カストロ               | 大前茜     |
| ガートルード                     | ジェニファー・ロペス             | 日野由利加 |
| バート・トリンキ                 | ジョージ・カーリン               | 益富信孝   |
| グリーニー                       | スティーヴン・ルート             | 岩崎ひろし |
| ブロック                         | マイク・スター                   | 島香裕     |
| アーサー・ブリックマン           | ジェイソン・ビッグス             | 川島得愛   |
| スーザン                         | ジェニファー・シュウォールバック |            |
| PR Exec #1                       | ジェイソン・リー                 |            |
| PR Exec #2                       | マット・デイモン                 |            |
| ウィル・スミス（クレジットなし） | ウィル・スミス（クレジットなし） | 楠大典     |

- その他の日本語吹き替え：後藤哲夫／赤城進／火野カチコ／定岡小百合／加藤優子／津村まこと／後藤敦／斉藤次郎／園部好德／根本圭子／遠藤綾／細野雅世

## 受賞・ノミネート
第25回ゴールデンラズベリー賞
- ノミネート：最低主演男優賞 - ベン・アフレック
- ノミネート：最低助演女優賞 - ジェニファー・ロペス
- ノミネート：最低スクリーン・カップル賞 - ベン・アフレック＆ジェニファー・ロペス、もしくはベン・アフレック＆リヴ・タイラー